# Степове (Роздільнянський район)
Степове́ (в минулому — селище Степове) — село в Україні, у Лиманській селищній громаді Роздільнянського району Одеської області. Населення становить 1563 особи.
Станом на 1 травня 1967 року селище Степове входило до складу Лиманської селищної Ради. У селищі знаходився господарський центр радгоспу «Степной».

## Населення
Згідно з переписом УРСР 1989 року чисельність наявного населення села становила 1919 осіб, з яких 859 чоловіків та 1060 жінок.
За переписом населення України 2001 року в селищі мешкало 1507 осіб.

### Мова
Розподіл населення за рідною мовою за даними перепису 2001 року:
| Мова       | Відсоток |
| ---------- | -------- |
| українська | 60,43 %  |
| російська  | 36,54 %  |
| молдовська | 2,26 %   |
| білоруська | 0,26 %   |
| болгарська | 0,26 %   |
| гагаузька  | 0,06 %   |
| румунська  | 0,06 %   |